# Purshia glandulosa
Purshia glandulosa es una planta herbácea perteneciente a la familia de las rosáceas. Es nativa del sudoeste de los Estados Unidos, en California, Arizona, sur de Nevada, y Utah.
Esta especie es un híbrido entre Purshia stansburyana y Purshia tridentata, a veces se considera una variedad de esta última especie. Se puede hibridar con ambas de sus especies  matrices.

## Descripción
Es un árbol de hoja perenne o arbusto que crece hasta 4,5 metros de altura, pero a menudo queda más pequeño dependiendo de las condiciones ambientales. Tiene una profunda raíz pivotante que puede llegar a casi 5 metros de profundidad en el suelo, como una adaptación a la sequía . A veces, la planta produce nódulos en la raíz donde se puede fijar nitrógeno. Se reproduce por semilla, por capas  y por el rebrote de la corona de la raíz. También se puede regenerar a partir de trozos de raíces que se cortan varios metros bajo tierra. La regeneración por la semilla es relativamente poco común, debido a que sus semillas tienen bajas tasas de germinación, y no resulta fácil determinar las plántulas que sobreviven. Las semillas tienen una capa muy dura y germinan mejor si son estratificadas. Además, la planta no produce semillas hasta que tiene aproximadamente 10 años de edad.

## Hábitat
Esta planta puede crecer en muchos tipos de suelos, principalmente en aquellos que están bien drenados. Y puede crecer en sitios que tienen poca tierra, tales como afloramientos rocosos, y es una especie pionera de hábitats de roca erosionada. No tolera grandes cantidades de agua, especialmente en el verano, y favorece las áreas que tienen una precipitación anual de alrededor de 250 mm. Es tolerante al fuego, la estratificación y el rebrote se produce fácilmente después de que sus partes aéreas se han quemado.
Esta planta es un buen forraje para ungulados silvestres  como los berrendos, así como para el ganado. Es de hoja perennifolia, por lo que su follaje está disponible para los animales en el invierno.

## Taxonomía
Purshia glandulosa fue descrita por Mary Katharine Brandegee y publicado en Bulletin of the California Academy of Sciences 1(3): 153, en el año 1885.
Etimología
Purshia: nombre genérico que debe su nombre al botánico y explorador Frederick T. Pursh (1774-1820).
glandulosa: epíteto latíno ue significa "con glándulas".
Sinonimia
- Purshia tridentata var. glandulosa (Curran) M.E. Jones[3]